# アデニジア・シルバ
アデニジア・フェレイラ・ダ・シルバ（Adenízia Ferreira da Silva、女性、1986年12月18日 - ）は、ブラジルのバレーボール選手。ポジションはミドルブロッカー。ブラジル代表。

## 来歴
2005年、ブラジル代表に初選出される。同年のパンアメリカンカップでベストブロッカー賞を受賞した。
2009年より本格的に国際大会で活躍し、同年のモントルーバレーマスターズ、ワールドグランプリ2009で優勝を果たした。2010年10-11月の世界選手権では銀メダルを獲得した。
2012年、ロンドンオリンピックの代表12名に選ばれ、本大会で金メダルを獲得した。
2013年、世代交代が進むチームの中でレギュラーとして活躍し、FIVBワールドグランプリ、グラチャンで優勝へ導いた。2014年の世界選手権、2016年のリオ五輪に出場した。

## 球歴
- オリンピック - 2012年、2016年
- 世界選手権 - 2010年、2014年、2018年
- ワールドカップ - 2011年
- グラチャン - 2009年、2013年
- ワールドグランプリ - 2009年、2010年、2011年、2012年、2013年、2014年、2016年、2017年
- 南米選手権 - 2009年、2011年、2013年

## 受賞歴
- 2005年 パンアメリカンカップ - ベストブロッカー賞
- 2009年 Final Four Cup - ベストサーバー賞
- 2011年 FIVBバレーボール世界クラブ選手権 - ベストブロッカー賞
- 2012年 南米クラブ選手権 - ベストスパイカー賞
- 2015年 パンアメリカンゲームズ - ベストミドルブロッカー賞

## 所属クラブ
- オザスコ（1999-2016年）
- サヴィーノ・デルベーネ・スカンディッチ（2016-2019年）
- SESI VB（2019-2022年）
- オザスコ（2022-2023年）
- プライア・クルーベ（2023-）